# 니키 카로
니키 카로(Niki Caro, MNZM, 1966년 9월 20일 ~ )는 뉴질랜드의 영화 감독, 영화 각본가이다.

## 작품 목록
| 연도 | 제목             | 역할 | 역할   | 역할   |
| 연도 | 제목             | 연출 | 각본   | 제작   |
| ---- | ---------------- | ---- | ------ | ------ |
| 2002 | 웨일 라이더      | 예   | 예     | 아니요 |
| 2005 | 노스 컨츄리      | 예   | 아니요 | 아니요 |
| 2009 | 어 헤븐리 빈티지 | 예   | 예     | 예     |
| 2015 | 맥팔랜드 USA     | 예   | 아니요 | 아니요 |
| 2017 | 주키퍼스 와이프  | 예   | 아니요 | 아니요 |
| 2020 | 뮬란             | 예   | 아니요 | 아니요 |
| 2023 | 내 이름은 마더   | 예   | 아니요 | 아니요 |